# Tempo di esposizione

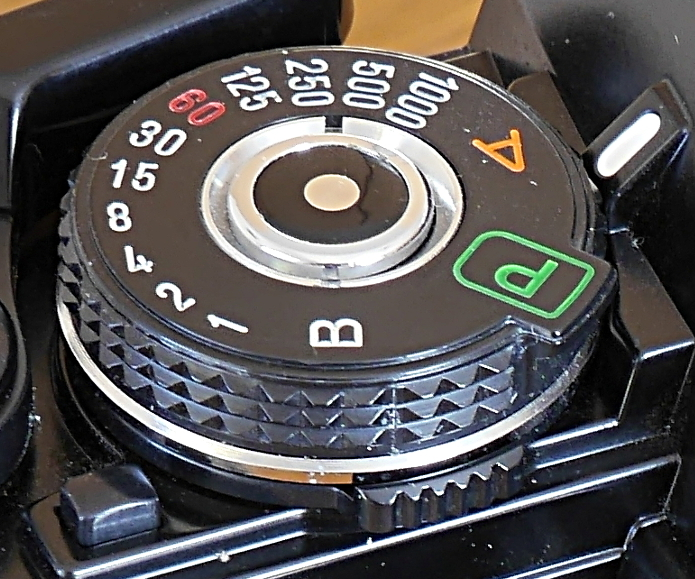
Selettore dei tempi

In fotografia, il tempo di esposizione o di posa, detto anche tempo di scatto e tempo o velocità di otturazione, è il periodo nel quale l'otturatore della macchina fotografica rimane aperto, per permettere alla giusta quantità di luce di irradiare la pellicola fotografica o il sensore digitale. 

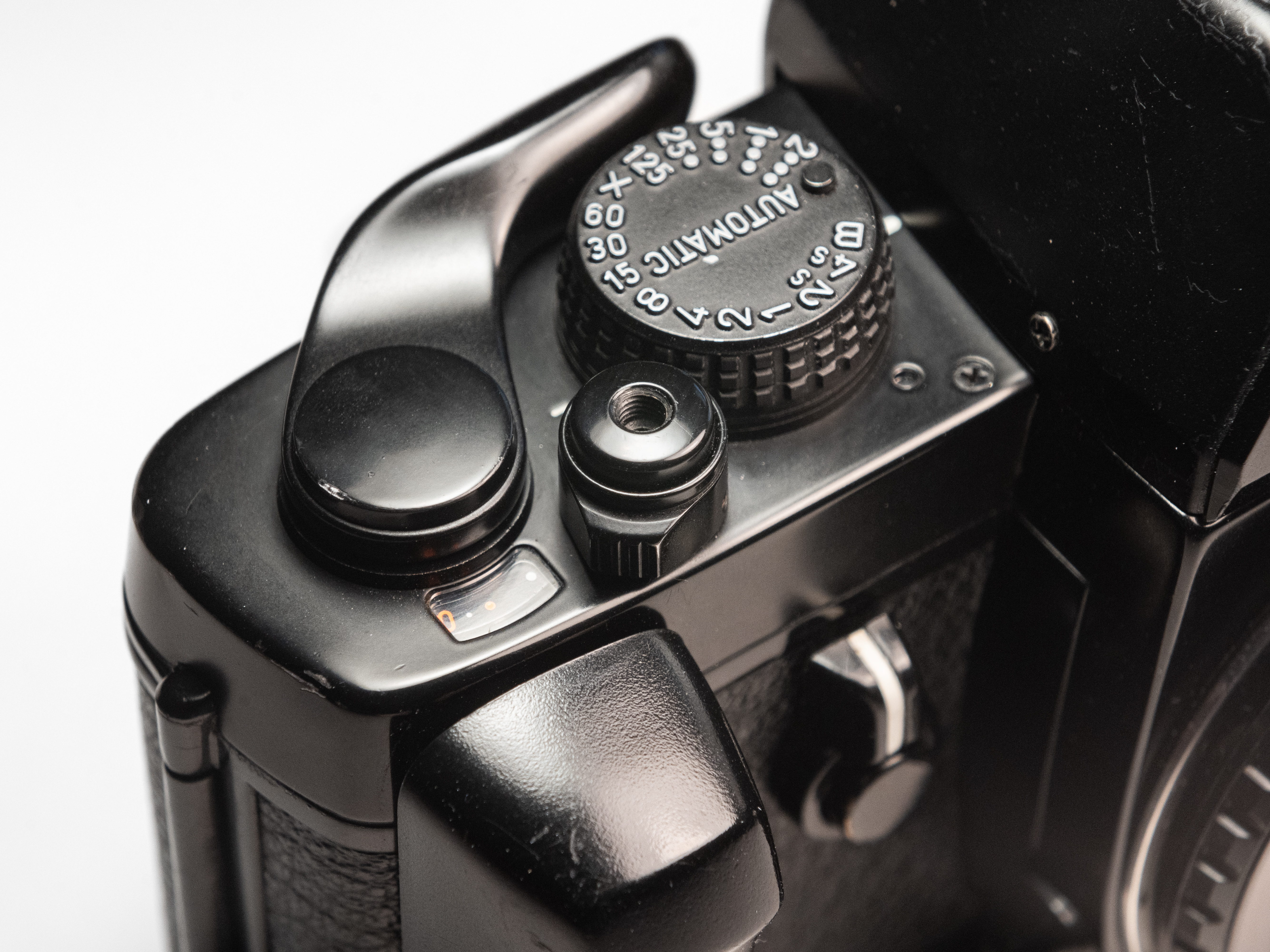
Selettore dei tempi

Il tempo di esposizione si misura in secondi. I numeri che appaiono sul selettore dei tempi, rappresentano di solito le frazioni del secondo, dove ad esempio 15 sta per 1/15 di secondo e 500 sta per 1/500 di secondo, ecc. Invece, per indicare, ad esempio, 15 secondi, il numero viene presentato con una «esse» aggiunta: 15s (quindici secondi) o con un colore diverso, solitamente in giallo da 1 secondo in avanti, o altri sistemi proprietari. 
In combinazione col diaframma, il tempo di esposizione regola la giusta quantità di luce per ottenere una fotografia ben esposta. E facendo un parallelo con l'occhio umano, se la pupilla rappresenta il diaframma, la palpebra può dare un'idea del otturatore. 

## Funzione
A parità di esposizione, un tempo rapido richiede un diaframma più aperto mentre un tempo lento si abbinerà ad un diaframma più chiuso. Ai fini di una corretta esposizione (di questo ci informa l'esposimetro) scegliere una coppia tempo/diaframma pari a 1/125-8 equivale esattamente alla scelta della coppia 1/250-5.6 oppure 1/500-4 o, ancora alla coppia 1/60-11. Vale a dire, mentre il tempo si dimezza, il diaframma raddoppia, e viceversa.
In ogni caso, la quantità di luce che andrà ad impressionare la pellicola sarà sempre la stessa e la scelta di una coppia dipenderà esclusivamente dal fotografo e dalla fotografia che ha in mente (si veda valore di esposizione o EV).
All'epoca del dagherrotipo occorrevano tempi di esposizione estremamente lunghi durante i quali il soggetto doveva rimanere il più possibile immobile (cosa facile da ottenere nel caso di una natura morta, un po' più difficile se il soggetto è un essere umano o un cavallo in corsa). Ciò era dovuto alla scarsa sensibilità delle pellicole del secolo scorso. Le pellicole moderne offrono l'opportunità di usare tempi infinitesimali, perché nonostante siano dotate di alta sensibilità (espressa in sensibilità ISO), riescono comunque a mantenere un'ottima definizione e un contenimento della grana.

## La scala dei valori
Lo standard adottato per i tempi di esposizione è il seguente:
- 1/8000 s
- 1/4000 s
- 1/2000 s
- 1/1000 s
- 1/500 s
- 1/250 s
- 1/125 s
- 1/60 s
- 1/30 s
- 1/15 s
- 1/8 s
- 1/4 s
- 1/2 s
- 1 s
- B (bulb) — l'otturatore rimane aperto finché il fotografo tiene premuto il pulsante di scatto.
- T (time) — l'otturatore rimane aperto finché il fotografo non ri-preme una seconda volta il pulsante di scatto.

La scala dei tempi è tale che il valore successivo è circa il doppio del precedente.

## L'esposizione
Il valore di esposizione dipende da tre fattori: il tempo che si imposta sul corpo macchina, l'apertura del diaframma che si regola sull'obiettivo, e la sensibilità della pellicola che si usa (velocità della pellicola).
Cambiare il tempo di esposizione significa influire sul modo in cui il movimento del soggetto viene impressionato sulla pellicola (un chiaro esempio nell'immagine sopra). Questo fatto è di grande rilevanza quando si vuole rendere il movimento dell'acqua che scorre, il movimento di un lottatore di Jūdō o di una ballerina. Usare tempi rapidissimi come 1/8000 s, può servire a congelare le pale in rotazione di un elicottero o l'attimo nitido in cui il guantone del boxer raggiunge la mandibola dell'avversario. Ma non sempre l'immagine nitida rappresenta una foto vincente; l'uso dei tempi lenti può enfatizzare il movimento del soggetto e rendere l'istantanea più "poetica".
Per scongiurare il pericolo di "mosso", bisogna usare tempi rapidi. Una foto mossa è quella che riporta su pellicola il movimento della mano del fotografo che pigia il pulsante di scatto: l'intera foto appare priva di nitidezza. Anche il movimento dello specchio delle reflex può influenzare il mosso. Quando la scelta del tempo lento è inevitabile a causa della scarsezza di luce, si può usare il cavalletto o il flash. Un sistema abbastanza semplice da memorizzare per ovviare a questo problema è quello che considera la lunghezza focale dell'obiettivo montato sulla macchina. Con una camera 35 mm e un obiettivo di 50 mm (il cosiddetto "normale"), il tempo da scegliere per evitare il mosso è quello più vicino alla focale dell'obiettivo (quindi 1/60 in questo caso); usando invece un teleobiettivo da 400 mm si dovrà per forza di cose scegliere il 1/500; con un grandangolare 24 mm si potrà usare il 1/30 con relativa sicurezza.

## Priorità di tempo o priorità di diaframma

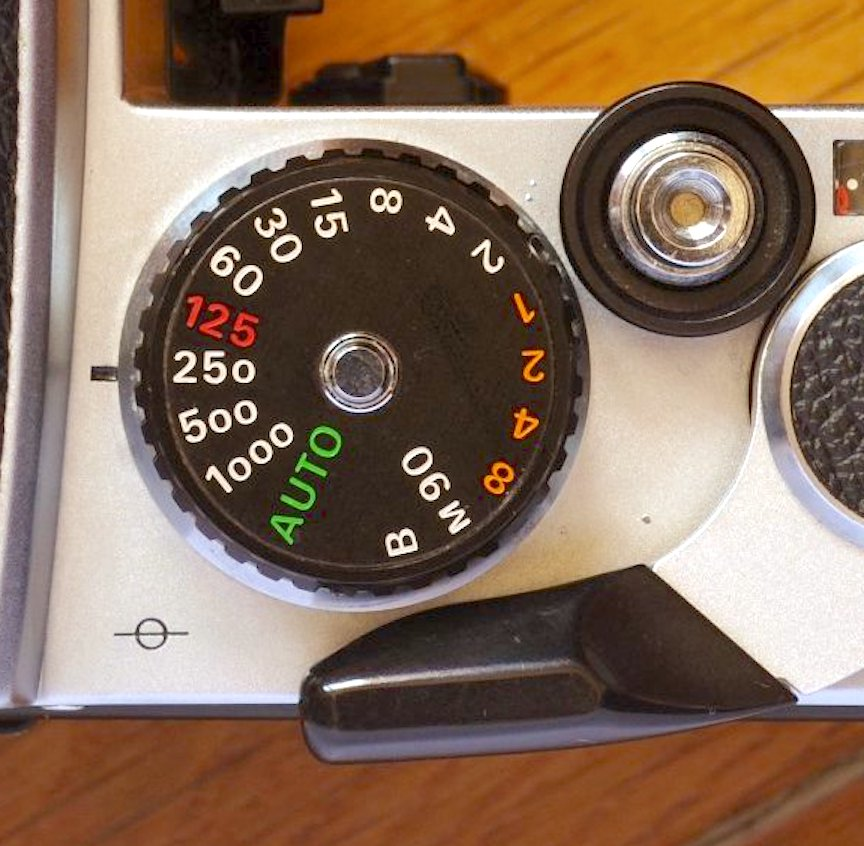
Selettore dei tempi

Al momento dello scatto il fotografo, a seconda del tipo di fotografia che ha in mente, deve decidere se dare priorità al tempo (nel qual caso la scelta del diaframma è obbligata) o dare priorità al diaframma (in questo caso sarà obbligato il tempo). Per fare un esempio: supponendo di dover fotografare un campo di papaveri e di voler la nitidezza dell'immagine dal papavero in primo piano fino all'orizzonte (quindi massima profondità di campo), si dovrà optare per la priorità dei diaframmi, e si sceglierà il minimo diaframma possibile, f/22 o ancora minore. La scelta del tempo di esposizione sarà quindi vincolata per forza alla scelta di questo diaframma. 
Famoso il Gruppo f/64, fondato da Ansel Adams nel 1932, teso alla ricerca della massima profondità di campo. Va da sé che in questo caso si parla esclusivamente di priorità dei diaframmi e la scelta del tempo di esposizione rimane una scelta obbligatoria.